# Monfort
Monfort település Franciaországban, Gers megyében. Lakosainak száma 513 fő (2022. január 1.). Monfort Bajonnette, Bivès, Cadeilhan, Homps, Labrihe, Mauvezin, Saint-Brès, Sainte-Gemme, Sérempuy és Solomiac községekkel határos.

## Népesség
A település népességének változása:
| Lakosok száma | 539  | 454  | 416  | 460  | 484  | 488  | 492  | 496  | 504  | 513  |
|               | 1968 | 1982 | 1990 | 2006 | 2013 | 2015 | 2017 | 2019 | 2020 | 2022 |